# Gastó d'Orleans
Gastó d'Orleans, comte d'Eu (Neuilly-sur-Seine, 1842 - mort a alta mar 1922). Príncep de sang de França de la Casa dels Orleans amb el tractament d'altesa reial que ostentà el títol de comte d'Eu.
Nat el dia 28 d'abril de l'any 1842 a la localitat de Neuilly-sur-Seine, als voltants de París, essent fill del príncep Lluís d'Orleans i de la princesa Victòria de Saxònia-Coburg Gotha. Gastó era net per via paterna del rei Lluís Felip I de França i de la princesa Maria Amèlia de Borbó-Dues Sicílies, i per via materna del príncep Ferran de Saxònia-Coburg Gotha i de la princesa hongaresa Antònia von Kohary.
El dia 15 d'octubre de 1864 es casà amb la princesa imperial Isabel del Brasil, filla de l'emperador Pere II del Brasil i de la princesa Princesa Teresa de les Dues Sicílies. La parella tingué tres fills:
- SAI el príncep Pere d'Alcantara d'Orleans-Bragança, príncep de Grão Pará, nat el 1875 a Petròpolis i mort el 1940 a la mateixa localitat brasilera. Es casà el 1908 a Versalles amb l'aristòcrata bohèmia Elisabeth Dobrzensky von Dobrzenicz.

- SAI el príncep Lluís d'Orleans-Bragança, nat el 1878 a Petròpolis i mort el 1920 a Canes. Es casà el 1908 a Canes amb la princesa Princesa Maria Pia de les Dues Sicílies.

- SAI el príncep Antoni d'Orleans-Bragança, nat el 1881 a París i mort el 1918 a Londres.

L'any 1889 la família imperial del Brasil hagué d'abandonar el país i exiliar-se a França. Al Brasil s'establí una llei que impedia el retorn dels membres de l'ex-família reial al país llatinoamericà. Ara bé, en el marc del I centenari de la independència del país celebrat l'any 1922, el Parlament del Brasil decidí aixecar la prohibició de retorn de la família imperial.
En aquest marc, Gastó d'Orleans decidí retornar al Brasil i participar activament en el Centenari de la independència. Ara bé, escassos dies abans d'arribar al port de Rio de Janeiro, el príncep d'Orleans morí a l'edat de 80 anys sense haver pogut tornar a trepitjar en vida la terra del Brasil.
El seu cos descansa, al costat de la seva esposa, en una mausoleu de Petrópolis des de l'any 1939.